# Lincoln County (Missouri)
Das Lincoln County ist ein County im US-amerikanischen Bundesstaat Missouri. Im Jahr 2020 hatte das County 59.574 Einwohner und eine Bevölkerungsdichte von 33,5 Einwohnern pro Quadratkilometer. Der Verwaltungssitz (County Seat) ist Troy.
Das Lincoln County ist Bestandteil der Metropolregion Greater St. Louis.

## Geografie
Das County liegt im Osten von Missouri und grenzt an Illinois, von dem es durch den Mississippi River getrennt ist. Es hat eine Fläche von 1659 Quadratkilometern, wovon 26 Quadratkilometer Wasserfläche sind. An das Lincoln County grenzen folgende Nachbarcountys:
|                   | Pike County |                           |
| Montgomery County |             | Calhoun County (Illinois) |
| Warren County     |             | St. Charles County        |

## Geschichte

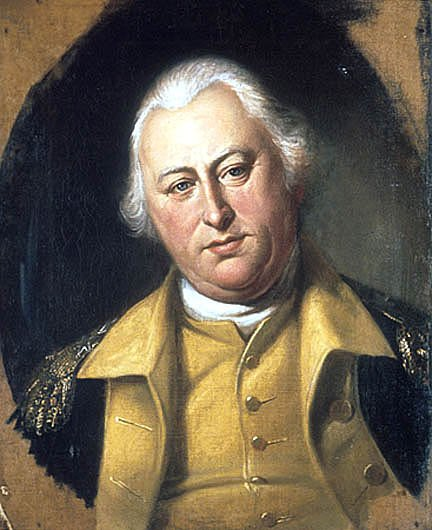
B. Lincoln

Das Lincoln County wurde 1818 aus ehemaligen Teilen des St. Charles County gebildet. Benannt wurde das County nach Benjamin Lincoln (1733–1810), der als General der Kontinentalarmee im Amerikanischen Unabhängigkeitskrieg kämpfte und von 1788 bis 1789 Vizegouverneur von Massachusetts war.

Fünf Bauwerke und Stätten des Countys sind National Register of Historic Places eingetragen (Stand 6. Februar 2018).

## Demografische Daten
Nach der Volkszählung im Jahr 2010 lebten im Lincoln County 52.566 Menschen in 15.700 Haushalten. Die Bevölkerungsdichte betrug 32,2 Einwohner pro Quadratkilometer. In den 15.700 Haushalten lebten statistisch je 3,21 Personen.
Ethnisch betrachtet setzte sich die Bevölkerung zusammen aus 95,0 Prozent Weißen, 1,9 Prozent Afroamerikanern, 0,3 Prozent amerikanischen Ureinwohnern, 0,4 Prozent Asiaten sowie aus anderen ethnischen Gruppen; 1,8 Prozent stammten von zwei oder mehr Ethnien ab. Unabhängig von der ethnischen Zugehörigkeit waren 2,0 Prozent der Bevölkerung spanischer oder lateinamerikanischer Abstammung.
28,0 Prozent der Bevölkerung waren unter 18 Jahre alt, 61,1 Prozent waren zwischen 18 und 64 und 10,9 Prozent waren 65 Jahre oder älter. 50,1 Prozent der Bevölkerung war weiblich.

Das jährliche Durchschnittseinkommen eines Haushalts lag bei 50.795 USD. Das Prokopfeinkommen betrug 20.989 USD. 11,0 Prozent der Einwohner lebten unterhalb der Armutsgrenze.

## Ortschaften im Lincoln County
| Citys - Elsberry - Foley - Hawk Point - Moscow Mills | 0 - Old Monroe - Troy - Winfield | Villages - Cave - Chain of Rocks - Fountain N' Lakes | 0 - Silex - Truxton - Whiteside |

Unincorporated Communities
| - Apex - Argentville - Auburn - Brevator - Briscoe | - Brussells - Cap au Gris - Corso - Dameron - Davis | - Ethlyn - Hobart - Hopkinsville - Kings Lake - Louisville | - Maryknoll - Millwood - New Hope - Oasis - Okete | - Olney - Parkers Landing - Parkers Park - South Troy - Stillhouse Ford |

## Gliederung
Das Lincoln County ist in zwölf Townships eingeteilt:
| Township            | Einwohner (2010) | FIPS     |
| ------------------- | ---------------- | -------- |
| Bedford Township    | 12.599           | 29-03880 |
| Burr Oak Township   | 3332             | 29-09928 |
| Clark Township      | 10.395           | 29-14050 |
| Hawk Point Township | 2472             | 29-31042 |
| Hurricane Township  | 4240             | 29-34030 |
| Millwood Township   | 918              | 29-48458 |

| Township           | Einwohner (2010) | FIPS     |
| ------------------ | ---------------- | -------- |
| Monroe Township    | 11.155           | 29-49322 |
| Nineveh Township   | 346              | 29-52544 |
| Prairie Township   | 380              | 29-59582 |
| Snow Hill Township | 3484             | 29-68492 |
| Union Township     | 2833             | 29-74770 |
| Waverly Township   | 412              | 29-77884 |